# Ділан Волш
Ділан Чарльз Гантер Волш (англ. Dylan Charles Hunter Walsh; нар. 17 листопада 1963, Лос-Анджелес, Каліфорнія) — американський актор, найбільш відомий за роллю доктора Шона Макнамари у телесеріалі каналу FX «Частини тіла».
Народився в родині працівників Держдепартаменту, які познайомилися в Ефіопії. Дід Френк П. Гейвен — колишній головний редактор «Лос-Анджелес Таймс».
Перша дружина (1996—2003) — акторка Мелора Волтерс (англ. Melora Walters), з якою у нього було двоє дітей: Томас (1996) та Джоанна (1997). Друга дружина (2004—2010) — акторка Джоанна Гоінг (англ. Joanna Going), з якою у нього є дочка Стелла (2003). На 2020 рік живе з Леслі Бурк, у пари є дочка Амелі Белль (2011) та син Гадсон (2018).

## Основна фільмографія
- 1987 — CBS Schoolbreak Special (епізод «Soldier Boys») / дебют
- 1989 — Герой-коханець (Loverboy)
- 1987—1989 — Кейт і Ейллі (Kate & Allie) / у титрах як Чарлі Волш
- 1990 — Весілля Бетсі
- 1994 — Дурних немає
- 1995 — Конго
- 1997—1998 — Південний Бруклін (Brooklyn South)
- 2002 — Сутінкова зона (The Twilight Zone)
- 2003—2004 — Евервуд (Everwood)
- 2009 — Вітчим (The Stepfather)
- 2010 — Чемпіон
- 2003—2010 — Частини тіла
- 2011—2016 — Незабутнє
- 2021 — Супермен і Лоїс (Superman & Lois)